# Torrgranen
Torrgranen är en ö i Finland. Den ligger i Finska viken och i kommunen Raseborg i den ekonomiska regionen  Raseborg i landskapet Nyland, i den södra delen av landet. Ön ligger omkring 72 kilometer väster om Helsingfors.
Öns area är 1,1 hektar och dess största längd är 170 meter i öst-västlig riktning. Närmaste större samhälle är Karis, 18,7 km norr om Torrgranen.